# Advanced School for Computing and Imaging
ASCI - Advanced School for Computing and Imaging in Delft ist eine akademische Lehranstalt gegründet von der Technischen Universität Delft, Freie Universität Amsterdam, Universität von Amsterdam, Universität Leiden und Universität Utrecht. Die Universität Twente, Reichsuniversität Groningen und die Technische Universität Eindhoven sind assoziierte Mitglieder der ASCI.
Die ASCI wurde am 29. Mai 1985 von der KNAW (Königlich Niederländische Akademie der Wissenschaft) offiziell gegründet.
Die Forschung der ASCI konzentriert sich auf zwei Hauptthemen:
- Computersysteme: Methoden und Techniken für das Design und die Implementierung von fortschrittlichen Computersystemen, besonders parallel, Verteilte-, Eingebettet und Echtzeit-Systeme. Solche Computersysteme sind essenziell für komplexe Anwendungen wie Wettervorhersage, die Modellierung von Molekülstrukturen für die Entwicklung neuer Medikamente und so weiter. Diese und ähnliche Anwendungen benötigen hochperformante Computersysteme. Zusätzlich gewinnen verteilte Systeme wie das Internet zunehmend an Bedeutung.

- bildgebende Verfahren: Methoden und Techniken für die Analyse und Synthese von Bildern. Viele der oben erwähnten Anwendungen generieren enorme Datenmengen, die erst nach Bearbeitung durch Computer für Menschen interpretierbar sind. Bildsynthese zielt auf die Visualisierung von Daten für das menschliche Auge, während Bildanalyse sich mehr auf die automatische Interpretation von Daten bezieht. Ebenso studiert werden Sensorsysteme wie zum Beispiel Magnetresonanzgeräte (MRT) etc.

Wissenschaftlicher Direktor ist Andrew S. Tanenbaum, der Erfinder von Minix.